# Adrian Zwicker
Adrian Zwicker (* 1977 in Klagenfurt am Wörthersee) ist ein österreichischer Schauspieler.

## Leben
Adrian Zwicker, in Kärnten geboren und aufgewachsen, zog nach seiner Matura nach Wien. Dort studierte er, u. a. bei Elfriede Ott als Lehrerin und Regisseurin, Schauspiel am Konservatorium der Stadt Wien. Nach vier Studienjahren schloss er dort seine Ausbildung als Diplomschauspieler ab. Später besuchte er auch Kurse und Seminare in Filmschauspiel und Method Acting in London und Berlin.
Nach seiner Ausbildung begann er seine Schauspielkarriere in Wien am Theater. Er hatte zunächst Stückverträge am Ensemble Theater Wien (2000) und am Theater der Jugend Wien (2000) und ging dann nach Berlin. In der Spielzeit 2001/02 hatte er ein Engagement am Berliner Schloßparktheater. Dort spielte er, jeweils unter der Regie von Heribert Sasse, den Lebemann Fritz Lobheimer in Liebelei und den Conferencier in Geschichten aus dem Wienerwald. Später war er am Berliner GRIPS-Theater engagiert, mit dem er auch auf Tournee durch Deutschland ging.
Mittlerweile arbeitet Zwicker hauptsächlich für Film und Fernsehen, wo er in Österreich und Deutschland große und kleine Rollen in Kinofilmen, Fernsehfilmen und Fernsehserien spielte.
Zu seinen Kinofilmen gehörten Helden in Tirol (1998; Regie: Niki List), Vollgas (2002; Regie: Sabine Derflinger), Fickende Fische (2002; Regie: Almut Getto, als Jonas, der aidskranke Freund der männlichen Hauptfigur Jan) und in Berlin 36 (2009; Regie: Kaspar Heidelbach, als SA-Mann). Er wirkte in kleinen Rollen auch in einigen internationalen Kinoproduktionen mit, wie in Spike Lees Kriegsfilm Buffalo Soldiers ’44 – Das Wunder von St. Anna (2008; als Nazi-Soldat), und in Giorgio Dirittis Kriegsepos L’Uomo Che Verrà (2009; als Soldat der Wehrmacht).
Im Polizeiruf 110: Um Kopf und Kragen (Erstausstrahlung: Jänner 2002) spielte er den Streifenpolizisten Markus Nennhofen, der zwar Sympathien für den Gerechtigkeitssinn seiner ermordeten Kollegin hatte, sich aber nicht traute, sie offen zu verteidigen. Von 2003 bis 2005 übernahm er eine wiederkehrende Serienrolle in der ZDF-Serie Die Rettungsflieger; er spielte Karl „Charlie Petersen“, den Bruder der Serienhauptfigur Dr. Sabine Petersen (Marlene Marlow). Im Kölner Tatort: Unter Druck (Erstausstrahlung: Januar 2011) spielte er den Unternehmensberater Alexander Müller, der Effektivitätsstrategien für die Expansion einer Kölner Zeitung erarbeiten soll. In der österreichischen Krimiserie SOKO Donau (Erstausstrahlung: Dezember 2014) hatte er eine Episodennebenrolle als Kleinganove Rudi Radinger, genannt „Rudi Ratte“.
Im Februar 2017 war Zwicker in der ZDF-Serie Professor T. in einer Episodenhauptrolle zu sehen; er spielte den hochbegabten Hotelportier Johannes Leipold, der sich an seinem ehemaligen Professor, der seine Karriere in der Forschung zerstört hat, rächen will. In der 11. Staffel der österreichischen TV-Serie SOKO Donau (2019) übernahm Zwicker eine der Episodenrollen als Major Ribarskis ermordeter Nachbar und Hausbesitzer Conrad Strobl. In der 15. Staffel der ZDF-Krimiserie Notruf Hafenkante (2020) übernahm Zwicker eine der Episodenhauptrollen als arbeitsloser Familienvater mit einem tragischen Familienschicksal.
Zwicker engagiert sich in dem Bildungs- und Kunstprojekt Kiezsprossen, das Berliner Jugendliche an Kunst und kreatives Theaterspielen heranführen will. Er lebt in Berlin.

## Filmografie
- 1998: Helden in Tirol (Kinofilm)
- 1999: Kommissar Rex (Fernsehserie; Folge: Rex rächt sich)
- 2002: Polizeiruf 110: Um Kopf und Kragen (Fernsehreihe)
- 2002: Vollgas (Kinofilm)
- 2002: Fickende Fische (Kinofilm)
- 2003: Im Namen des Gesetzes (Fernsehserie; Folge: Manöverspiel)
- 2003: Der Ermittler (Fernsehserie; Folge: Absender unbekannt)
- 2003–2005: Die Rettungsflieger (Fernsehserie, Serienrolle)
- 2004: Unter weißen Segeln – Kompass der Liebe (Fernsehreihe)
- 2008: Buffalo Soldiers ’44 – Das Wunder von St. Anna (Miracle at St. Anna, Kinofilm)
- 2009: SOKO Donau (Fernsehserie; Folge: Tödliche Versuchung)
- 2009: Berlin 36 (Kinofilm)
- 2009: L’Uomo Che Verrà (Kinofilm)
- 2010: Wie alles endet (Kurzfilm)
- 2011: Tatort: Unter Druck (Fernsehreihe)
- 2011: Hinter den sieben Bergen (Kurzfilm)
- 2011: Der Kriminalist (Fernsehserie; Folge: Unter Druck)
- 2014: SOKO Donau (Fernsehserie; Folge: Gute Gesellschaft)
- 2015: Schuld nach Ferdinand von Schirach (Fernsehreihe; Folge: DNA)
- 2015: Homeland (Fernsehserie, Seriennebenrolle)
- 2016: Nur nicht aufregen! (Fernsehfilm)
- 2016: Zeit für Legenden (Race)
- 2017: Professor T. (Fernsehserie; Folge: Mord im Hotel)
- 2018: Axel, der Held (Kinofilm)
- 2018: Macht euch keine Sorgen! (Fernsehfilm)
- 2018: Werk ohne Autor (Kinofilm)
- 2018: Schnell ermittelt (Fernsehserie; Folge: Louis Rauscher)
- 2019: SOKO Donau (Fernsehserie; Folge: Hausfreunde)
- 2020: Das Geheimnis der Freiheit (Fernsehfilm)
- 2020: Notruf Hafenkante (Fernsehserie; Folge: Für eine Handvoll Euro)